# Frumentarius

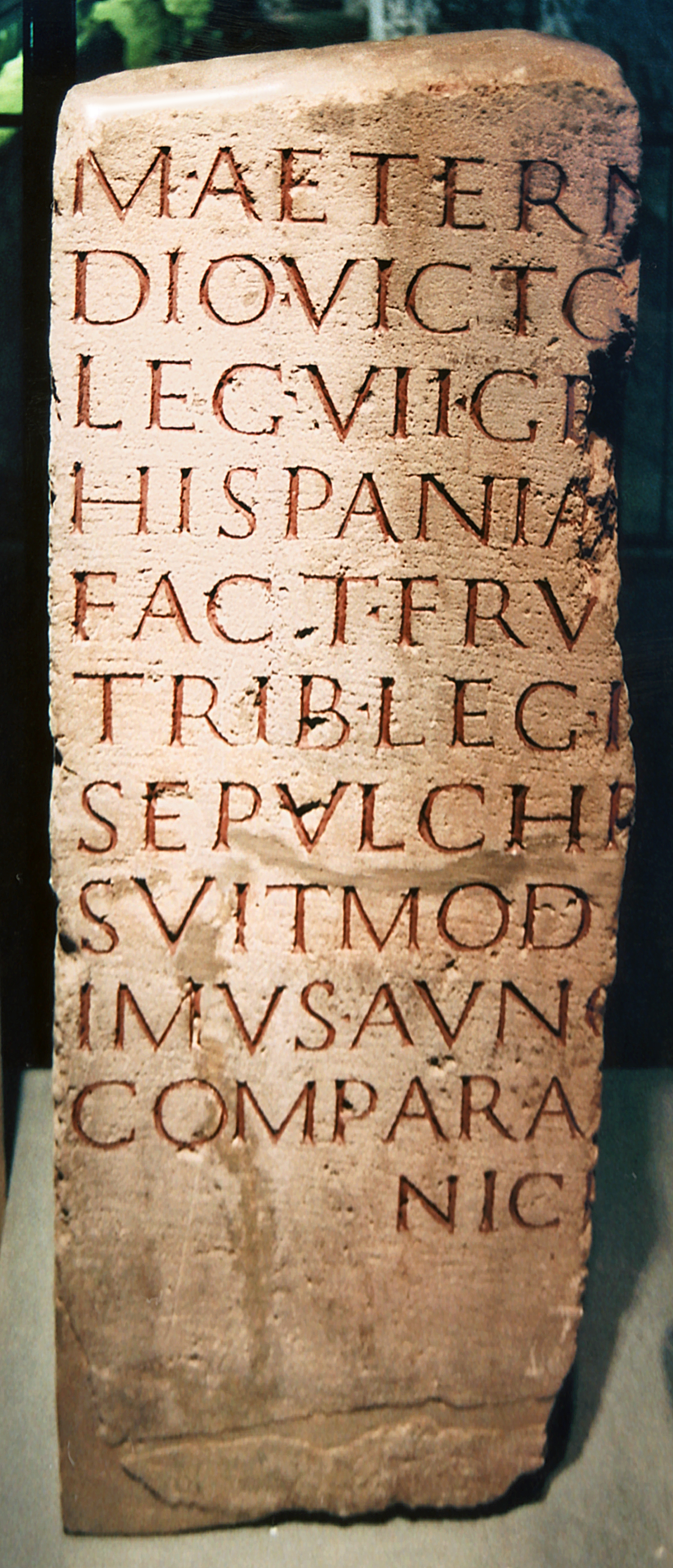
Römischer Grabstein eines frumentarius aus Köln (RGM); zweite Hälfte bis erste Hälfte 3. Jh.

Ein frumentarius (pl. frumentarii) war ursprünglich ein Legionär in der römischen Armee, der für die Beschaffung von Nahrungsmitteln zuständig war. Ab der Kaiserzeit versteht man unter frumentarii Beamte, die für spezielle Polizeiaufgaben aus einer Legion rekrutiert wurden. Die Tätigkeit eines frumentarius reichte von Spitzeldiensten bis hin zur Ausführung von Mordaufträgen. Der Dienst lässt sich am ehesten mit einer Geheimpolizei vergleichen. Ein frumentarius wurde weiterhin in der Stammrolle seiner Legion geführt. In den römischen Provinzen lag das Hauptquartier der frumentarii im Palast des Statthalters. Frumentarii gab es auch in Rom selbst. Hier bildeten sie einen numerus und erfüllten vor allem Botendienste. Das Hauptquartier dieser berittenen Einheit lag in der castra peregrina.
In der Spätantike wurden die frumentarii durch die agentes in rebus ersetzt.
Inschriftlich erwähnt wird ein frumentarius beispielsweise auf dem Mainzer Dativius-Victor-Bogen aus dem 3. Jahrhundert. Die Grabinschrift CIL 3, 2063 beschreibt einen frumentarius, der 40 Jahre lang unterwegs war.